# Carrie Steinseifer
Carrie Lynne Steinseifer (Redwood City, 12 febbraio 1968) è un'ex nuotatrice statunitense.
Specializzata nello stile libero, ha vinto due medaglie d'oro ai Giochi olimpici di Los Angeles 1984, nei 100 m sl e nella staffetta 4 × 100 m sl. È diventata una dei Membri dell'International Swimming Hall of Fame.

## Palmarès
- Giochi olimpici

1984 - Los Angeles: oro nei 100 m stile libero e nella staffetta 4 × 100 m sl stile libero.
- Giochi PanPacifici

1985 - Tokyo: oro nei 200 m sl e nelle staffette 4 × 100 m sl e 4 × 200 m sl, argento nei 100 m sl.
1989 - Tokyo: oro nella staffetta 4 × 100 m sl.
- Giochi panamericani

1983 - Caracas: oro nei 100 m sl e nelle staffette 4 × 100 m sl e 4 × 100 m misti.
1987 - Indianapolis: oro nella staffetta 4 × 100 m sl.